# Synagoge (Aalten)

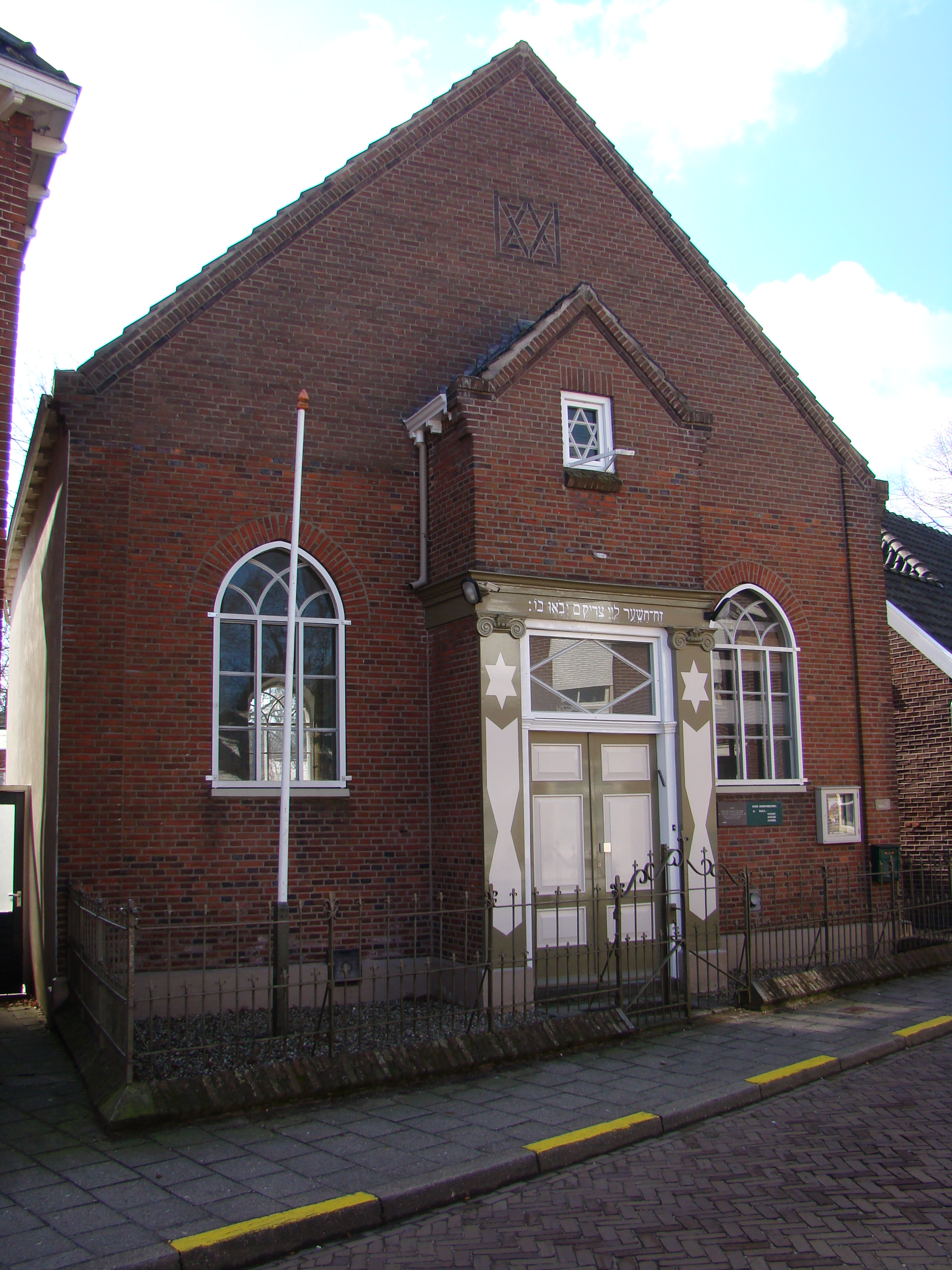
Synagoge in Aalten (2011)

Die Synagoge in Aalten, einer Gemeinde in der niederländischen Provinz Gelderland, wurde 1857 eingeweiht. Die Synagoge steht an der Stationsstraat 7.
Der erste Nachweis von Juden in Aalten findet sich im 17. Jahrhundert. Die Jüdische Gemeinde Aalten hatte im Jahr 1840 mit 101 Mitgliedern ihren Höchststand erreicht.
Die jüdischen Bürger von Aalten wurden während des Zweiten Weltkriegs von den deutschen Besatzern verfolgt und viele wurden in den Konzentrationslagern ermordet. Zwei Brandanschläge in dieser Zeit beschädigten das Synagogengebäude. 
Nach dem Zweiten Weltkrieg wurde die jüdische Gemeinde wiederbegründet und das Synagogengebäude wurde in den 1950er und 1980er Jahren renoviert. 
Im Dezember 2000 wurde eine Gedenktafel zur Erinnerung an die von den Deutschen ermordeten jüdischen Bürger aus Aalten an die Fassade der Synagoge angebracht.